# Clypeocaenis oligosetosa
Clypeocaenis oligosetosa is een haft uit de familie Caenidae. De wetenschappelijke naam van de soort is voor het eerst geldig gepubliceerd in 1983 door Soldán.
De soort komt voor in het Oriëntaals gebied.